# 刘整
劉整（1211年—1275年2月3日），字武仲，祖上原為京兆樊川（今陝西省西安南郊）人，后迁徙至邓州穰城（今河南邓州市）。

## 生平
金末时投奔宋朝，隶属名将孟珙麾下，反抗金軍。因積累戰功成為駐守南宋西區邊防四川的一員猛將，然其本性桀驁不馴、倨傲不恭，遭到其他宋室宿將夏貴、高達、王堅等人的嫉恨。
1257年，元憲宗蒙哥率領蒙古十萬大軍進攻四川，劉整在衛城瀘州堅守無力，但在蒙古軍隊撤退後，他則被評為下等功而破口大罵。宋室四川制置使俞興及荊湖策應大使呂文德得知後，便召其急赴制置司。劉整認定俞興等鎮將欲加害於己，遂在投訴無門的慘況下毅然率領部眾以衛城瀘州全區轄境投降元廷，受元帝忽必烈冊封為潼川漢軍都元帥。
至元七年（1270年），替元朝打造精良船艦、訓練水師，並與蒙軍征南大元帥伯顏圍攻荊湖軍事重鎮襄樊。
至元十二年正月初六日（1275年2月3日），元中书左丞刘整死于无为军（即今安徽无为县）。贈龍虎衛上將軍、中書右丞，諡武敏。

## 家族
有四子：劉垣；劉埏，管軍萬戶；劉均，榷茶提舉；劉垓，都元帥。孫九人，其中劉克仁知房州。